# Parque El Salitre
El Parque El Salitre es un área recreativa y deportiva que colinda con el Parque Metropolitano Simón Bolívar de Bogotá, (Colombia) y está conformado por el parque de diversiones Salitre Mágico y el inactivo parque acuático Cici Aquapark.

## Características
El parque El Salitre cuenta con las siguientes secciones:
- El parque de diversiones Salitre Mágico, que incluye atracciones mecánicas, como: una montaña rusa única en América Latina en tener dos vueltas verticales de 360° seguidas llamada Banbo Coaster y un avión comercial donado por la empresa Avianca. El avión es un Boeing 727 de serie 200 ubicado en el centro del parque.
- El Cici Aquapark, un parque acuático totalmente cubierto que cuenta con piscina de olas y varios toboganes.

Dentro del parque se encuentra la nueva atracción "La rueda millenium" el cual es un mirador giratorio con espectacular vista de la ciudad. Ha sido patrocinadora de varias empresas . Es casi el centro del parque y su atracción más distintiva, puede ser notada desde 800 m antes de llegar al parque.